# チャルニア
チャルニア Charnia は、エディアカラ生物群の一種。
中間より左右交互に峰が分岐しており、葉のような姿をしている。チャルニアは2つの種類がある。ひとつは Charnia masoni である。この種類は、1957年に、後に教授になる男子学生のロジャー・メイスンによってレスタシャーのBradgate公園より発見された。もうひとつは Charia wardi であり、南東ニューファンドランドで1978年に発見されたが、2009年の研究により別属Trepassiaに再分類された。この種は全長185cmに達し、エディアカラ動物群最長の生物である。
このチャルニアという名前は初めて化石が見つかったチャーンウッド・フォレストの名をとって名づけられた。この生物を、発見当初はフォードは藻であると、グレースナーはウミエラであると解釈した。
チャルニアは、最も広範囲にわたって発見されるエディアカラ動物群のcomplex fossilのうちの一種である。イングランドのチャーンウッド・フォレスト、イラン、Olenek、南オーストラリアと白海などから発見された。しかしながら、大量のエディアカラ動物群の化石は、ニューファンドランドの南東の海岸に沿って見つかる。